# Múcio José Reis
Múcio José Reis (* 26. November 1951 in Papagaios, Minas Gerais, Brasilien) ist ein brasilianischer Politiker (Partido do Movimento Democrático Brasileiro).
Reis war zwischen 1993 und 1996 Präfekt der Stadt Sete Lagoas (Minas Gerais). Von 1995 bis 1997 war er Präsident der Associação Mineira dos Municípios.

## Ehrungen
Im Zentrum der Stadt wurde die Avenida Múcio José Reis nach ihm benannt. 